# Nothing but the Truth (álbum)
Nothing but the Truth (en español: Nada más que la verdad) es el título del primer álbum de estudio en idioma inglés en la carrera del cantante panameño de salsa Rubén Blades, esta producción es particular por varias razones: inicialmente por la novedad de escuchar a Blades cantar en inglés. Además, durante la realización Blades tuvo la oportunidad de trabajar con tres de los más eminentes músicos del idioma inglés: Lou Reed (en las canciones "Hopes on Hold," "Letters to the Vatican," y  "The Calm Before the Storm"), Elvis Costello (en "The Miranda Syndrome" y "Shamed into Love") y Sting (que le cedió su composición "I Can't Say").
Las canciones están en sintonía con los acontecimientos que marcaron el momento histórico de su realización, y hace referencia a realidades presentes en la década de 1980. En cuanto a la música, que varía de una canción a otra, funde géneros como el Soul, R&B y Rock, pero con acento latino, aunque en ausencia del género que hizo famoso a Blades en toda Latinoamérica, la Salsa.

## Lista de canciones
| N.º | Título                      | Escritor(es)                  | Duración |  |
| 1.  | «The Hit»                   | Rubén Blades                  | 5:51     |  |
| 2.  | «I Can't Say»               | Sting                         | 3:46     |  |
| 3.  | «Hopes on Hold»             | Rubén Blades y Lou Reed       | 5:20     |  |
| 4.  | «The Miranda Syndrome»      | Rubén Blades y Elvis Costello | 4:52     |  |
| 5.  | «Letters to the Vatican»    | Rubén Blades y Lou Reed       | 5:01     |  |
| 6.  | «The Calm Before the Storm» | Rubén Blades y Lou Reed       | 4:38     |  |
| 7.  | «In Salvador»               | Rubén Blades                  | 4:42     |  |
| 8.  | «The Letter»                | Rubén Blades                  | 3:26     |  |
| 9.  | «Chameleons»                | Rubén Blades y Carlos Ríos    | 5:51     |  |
| 10. | «Ollie's Doo-Wop»           | Rubén Blades                  | 2:35     |  |
| 11. | «Shamed into Love»          | Rubén Blades y Elvis Costello | 4:03     |  |